# Perdida
Perdida is een Spaanse televisieserie, die geproduceerd werd door Atresmedia en uitgezonden werd op Antena 3. De serie verscheen eerst op het streaming platform van Atresplayer Premium op 10 januari 2020. Vier dagen later werd ze ook uitgezonden op Antena 3. Op 5 juni 2020 werd de serie ook via Netflix aangeboden in Spanje, Portugal en Latijns-Amerika en vanaf 23 oktober 2020 wereldwijd. De serie speelt zich grotendeels in Colombia af. 

## Verhaal
Antonio Santos laat zich vrijwillig klissen in Colombia om zo in de gevangenis te komen waar de ontvoerder van zijn dochter, die dertien jaar eerder ontvoerd werd, ook opgesloten zit. Hij hoopt zo meer over haar te weten te komen. 

## Rolverdeling
| Acteur             | Personage                |
| ------------------ | ------------------------ |
| Daniel Grao        | Antonio Santos Trénor    |
| Carolina Lapausa   | Inma Rodríguez Colomer   |
| Melanie Olivares   | Eva Aguirre              |
| Flaco Solórzano    | Norberto Quitombo        |
| Juan Messier       | Cruz Alfonso Ochoa       |
| Jon Arias          | Sebastián Holguera       |
| Verónica Velásquez | Soledad Santos Rodríguez |
| David Trejos       | Ignacia                  |
| Ana María Orozco   | Milena Jiménez Mendoza   |
| Adriana Paz        | Angelita Moreno Guerrero |